# Chlothar III.
Chlothar III. (* um 652; † 673 nach dem 10. März) war ein Frankenkönig aus dem Hause der Merowinger.
Als sein Vater Chlodwig II. 657 starb, folgte er als ältester von drei Söhnen auf den Thron des Königreichs in Neustrien und Burgund. Da er zu diesem Zeitpunkt nur fünf Jahre alt war, regierte seine Mutter Bathilde das Reich und erhielt von Beginn an Unterstützung vom Hausmeier Ebroin. 664 überließ Bathilde formell ihrem Sohn die Macht. Die wirkliche Macht hatte, wie üblich in dieser späten Merowingerzeit, der Hausmeier Ebroin.
Unter Chlothar III. wurde das Gesamtreich in den Jahren 661 bis 662 nach der Episode des Childebertus adoptivus wiedervereinigt. Auf Drängen des austrasischen Adels wurde aber bereits 662 sein jüngerer Bruder Childerich II. als König in Austrasien eingesetzt.
Seine Regierungszeit markierte die endgültige Wende zum völlig entmündigten Königtum, da ab diesem Zeitpunkt immer öfter die Hausmeier die wirkliche Macht ausübten.